# Trudoliubivka, Kirovske
Trudoliubivka (în ucraineană Трудолюбівка) este un sat în comuna Iarke Pole din raionul Kirovske, Republica Autonomă Crimeea, Ucraina.

## Demografie
Componența lingvistică a localității Trudoliubivka
     Rusă (66,56%)
     Tătară crimeeană (27,55%)
     Ucraineană (5,1%)
     Alte limbi (0,16%)
Conform recensământului din 2001, majoritatea populației localității Trudoliubivka era vorbitoare de rusă (66,56%), existând în minoritate și vorbitori de tătară crimeeană (27,55%) și ucraineană (5,1%).